# Крекотень Володимир Іванович
Володимир Іванович Крекотень (1 квітня 1929, Київ — 29 липня 1995, Київ) — український літературознавець, вчений-медієвіст, доктор філологічних наук.

## Біографія
Володимир Іванович Крекотень народився 1 квітня 1929 року в Києві. Після того, як у 30-х роках репресували його батька, переїхав з родиною до Полтави.
1955 р. закінчив філологічний факультет Київського університету ім. Т. Г. Шевченка, та поступив до аспірантури Інституту літератури ім. Т. Г. Шевченка АН України, де його науковими керівниками і наставниками були академік Олександр Білецький, професори Сергій Маслов і Олександр Назаревський.
Після закінчення аспірантури майже 40 років Володимир Крекотень працював в Інституті літератури, де впродовж всього життя вивчав та досліджував давню українську літературу.
1963 року захистив кандидатську дисертацію на тему «Оповідні елементи творів Антонія Радивиловського (з історії української оповідної прози другої половини XVII ст.)». У своїй докторській дисертації у 1992 р. Володимир Іванович завершив комплексне дослідження української барокової поезії.
У 1970-х роках, коли розпочалися гоніння на українську культуру, В. Крекотня було звинувачено у зв'язках з українськими дисидентами, буржуазному націоналізмі та антиісторизмі і звільнено з роботи в інституті. Тільки після повторного голосування на вченій раді його відновили на роботі, але перевели на найнижчу посаду молодшого наукового співробітника з суворими застереженнями.

## Наукові праці
- «Байки в українській літературі XVII — XVIII ст.» (1963 р.);
- «Оповідання Антонія Радивиловського. З історії української новелістики XVII ст.» (присвята Олександрові Білецькому) (1983 р.);
- «Українська література XVII ст.» (серія «Бібліотека української літератури») (1987 р.),;
- «Українська література XVII ст.» (розділ у IV томі «Истории всемирной литературы») (1987 р.);
- «Українська поезія. Кінець XVI — початок XVII ст.» (у співавторстві з В. П. Колосовою) (1978 р.);
- «Українська поезія. Середина XVII ст.» (у співавторстві з М. М. Сулимою) (1992 р.);
- «Твори Івана Величковського» (у співавторстві з В. П. Колосовою) (1972 р.);
- монографія «Художність давньої української літератури» (В. Крекотень, В. Колосова, Л. Махновець) (1971 р.).

У багатьох наукових збірниках і часописах було надруковано понад сто його статей, розвідок, рецензій. Серед них:
- «Тема науки в бароковій українській поезії» (1982 р.);
- «Українська література XVI—XVIII ст. у слов'янському і європейському контексті» (у співавторстві з Д. Наливайком) (1987 р.);
- «Українська поезія XVII ст. в системі східноєвропейської барокової літератури» (1990 р.);
- «Про витоки українського літературного бароко» (1991 р.);
- «Головні аспекти вивчення барокової української поезії» (1991 р.).

Володимир Крекотень також багато працював над перекладами з староукраїнської мови на сучасну українську мову. Серед них твори митрополита Ілларіона Київського, Касіяна Саковича, Івана Величковського, Лазаря Барановича, Мелетія Смотрицького, Кирила Транквіліона-Ставровецького та ін.
Також Володимир Іванович перекладав з польської твори давніх українських письменників: Данила Братковського, Лазаря Барановича, Олександра Бучинського-Яскольда.
Ним написані розділи до «Історії української літератури у 8 томах», «Історії української літератури у двох томах»; наукові статті до колективних збірників та антологій: «Аполлонова лютня. Київські поети XVII—XVIII ст.» (1982 р.), «Антологія української поезії в шести томах. Том І. Твори поетів XI—XVIII ст.» (1981 р.), «Пам'ятки братських шкіл в Україні. Кінець XVI — початок XVII ст.» (1988 р.). Володимир Крекотень брав участь у підготовці до видання зібрання творів Івана Франка у 50-ти томах. Ним підготовлено і прокоментовано частини 7, 39, 40 і 41-го томів.
Він був редактором збірників «Аполлонова лютня» (1982 р.), «Український кант» (1990 р.) і книг С. І. Маслова «Кирилл Транквиллион-Ставровецкий и его литературная деятельность» (1981 р.) та М. Сулими «Українське віршування кінця XVI -початку XVII ст.» (1985 р.); упорядкував збірник наукових праць «Писемнісь Київської Русі і становлення української літератури» (1988 р.). Сотні статей написані вченим-літературознавцем для «Української Радянської Енциклопедії» та «Української Літературної Енциклопедії». Крім того, В. Крекотень надрукував статті про наукову творчість В. Перетца, В. Адріанової-Перетц, С. Маслова, О. Назаревського.

## Педагогічна діяльність
Володимир Крекотень займався також науково-педагогічою діяльністю — серед його аспірантів Ганна Павленко, Микола Сулима, Юрій Ісіченко, Михайло Назарук, Ірина Савченко.

## Вшанування
Відомий український історик літератури Олекса Мишанич присвятив В. Крекотню книгу своїх досліджень «Крізь віки. Літературно-критичні та історіографічні статті й дослідження», у якій вміщено спогади про вченого «Пам'яті Володимира Крекотня»